# Iambulo
Iambulo (in greco antico: Ἰάμβουλος?, Iámbulos; III secolo a.C.) è stato uno scrittore greco antico.

## Biografia
Non si sa quasi nulla della sua biografia.
Iambulo scrisse un'opera, forse autobiografica, che può essere classificata letteralmente come un romanzo di viaggio e utopistico, dalla quale apprendiamo che era un commerciante e, forse, un arabo della tribù dei Nabatei.
Poiché menziona la città di Palibotra e il suo re "filelleno", ciò consente di vedere un possibile riferimento ai sovrani filelleni Maurya, celebrati da Megastene nel tardo III secolo, sicché il resoconto risale a quest'epoca.

## Opera
Il suo lavoro non è stato tramandato e ne resta solo un lungo estratto in Diodoro Siculo.
Iambulo riferisce di essere stato catturato, mentre commerciava nell'Arabia meridionale, dagli Etiopi: fu, quindi, inviato in mare come una specie di sacrificio espiatorio in una barca, con la quale arrivò - navigando verso est sull'Oceano Indiano - su un'isola sconosciuta.
Nel solito schema dell'utopia greca, l'isola è descritta come luogo ideale. Alti, glabri, di grande bellezza, gli indigeni hanno lingua letteralmente biforcuta, in modo da poter avere due conversazioni allo stesso tempo.
Il clima mite e la fertilità dell'isola assicurano il loro sostentamento: si nutrono di pane fatto con i frutti bianchi di una pianta che cresce abbondante (forse il riso), oltre ad essere sani e molto longevi, tanto che, giunti ad un'età prestabilita, si tolgono la vita. Le donne, invece, sono in comune ed i bambini venivano allevati da tutte le nutrici.
Dopo sette anni in questa isola, Iambulo viene bandito, insieme ad un compagno, per un reato non specificato e alla fine ritorna, sia pure da solo (essendo morto il compagno in mare) in Grecia attraverso l'India e la Persia. 
A causa di questa approssimativa indicazione geografica, l'isola di Iambulo è identificata da alcuni autori con lo Sri Lanka, anche se gran parte della descrizione è pura finzione. Luciano di Samosata lo menzionò, proprio per questo, nell'introduzione alla Storia vera, come un tipico autore di resoconti fittizi di terre straniere.